# Chaîne d'acquisition

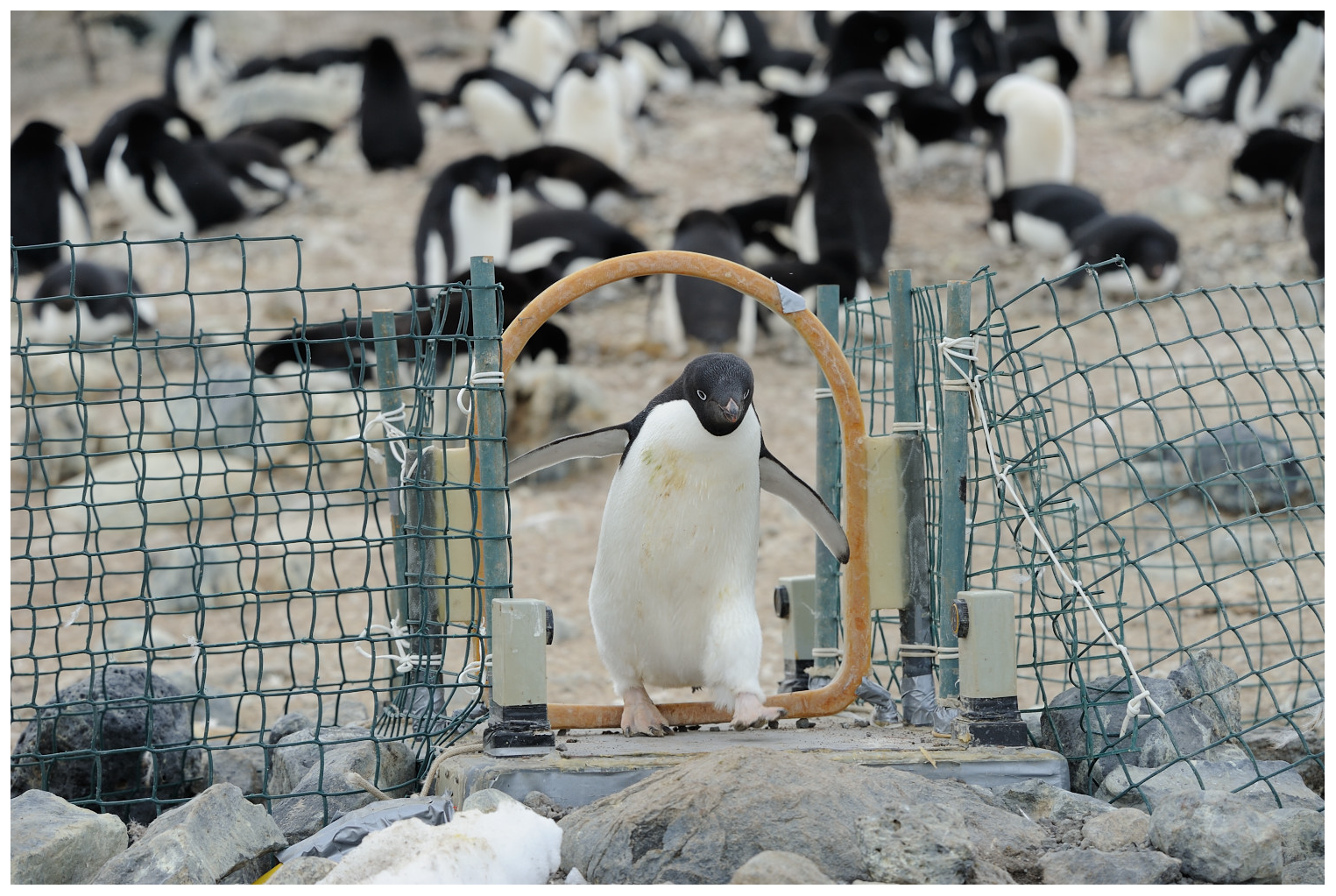
Premier élément d'une chaîne d'acquisition : pesée et identification automatiques d'un manchot Adélie.

Une chaîne d'acquisition est un système électronique permettant d'exploiter une grandeur physique.

## Synoptique
La chaîne d'acquisition de données est l'ensemble des éléments nécessaires à la "capture" des données (analogiques ou numériques) à leur transmission jusqu'au récepteur et à l'utilisateur (homme ou machine) des données capturées. Cet utilisateur peut vouloir utiliser ces données immédiatement ou les stocker pour les utiliser ultérieurement.

## Constituants

### Capteur
Comme son nom l'indique il sert à capturer les données (physiques ou pas) et à les transformer pour qu'elles soient utilisables par le "maillon" suivant de la chaîne.

### Conditionneur
L'objectif du conditionnement de signal est essentiellement l'amplification et le préfiltrage de signaux électriques issus d'un capteur. Dans certains cas il réalise également les fonctions d'isolation galvanique et d'excitation des capteurs passifs. L'amplification de capteurs à faible sensibilité peut être réalisée par un amplificateur de mesure.

### Traitement du signal
Les signaux issus du conditionneur peuvent être convertis (analogique-numérique), transmis ou traités.